# Août 1930

## Événements
- 2 - 8 aout : le 22e congrès mondial d’espéranto a lieu à Oxford.
- 5 août : l’architecte Ludwig Mies van der Rohe prend la tête de l’école du Bauhaus.
- 7 août :
  - Canada : Richard Bedford Bennett (conservateur) devient premier ministre.
  - Le parti libéral accède au pouvoir en Colombie après 50 ans d’opposition après sa victoire sur les conservateurs divisés. Enrique Olaya Herrera est élu président de Colombie (fin en 1934).
  - Henri Guillaumet signe sa 100e traversée des Andes.
- 16 août : le commandant de la garde nationale de la République dominicaine Rafael Leonidas Trujillo renverse le président Horacio Vásquez et s’installe au pouvoir pour 30 ans (1930-1938, 1942-1952).
- 16 août au 23 août : jeux de l'Empire britannique 1930 à Hamilton, Ontario.
- 17 août :
  - Espagne : les républicains signent le pacte de Saint-Sébastien pour établir la république (modérés de Miguel Maura et Niceto Alcalá-Zamora ; radicaux de Alejandro Lerroux et Diego Martínez Barrio ; socialistes de Largo Caballero, Indalecio Prieto et Fernando de los Ríos ; autonomistes catalans de Nicolau d'Olwer ; hommes politiques de la nouvelle génération tels Manuel Azaña, Marcelino Domingo et Casares Quiroga). Un soulèvement est fixé pour le 15 décembre.
  - Grand Prix automobile de Pescara.
- 20 août : le pilote et journaliste japonais Yoshihara relie Berlin et Tokyo en onze jours sur un «Junkers Juniors».
- 23 août : RAC Tourist Trophy

## Naissances
- 1er août : Pierre Bourdieu, sociologue français († 23 janvier 2002).
- 3 août : Roland Callebout, coureur cycliste belge († 6 octobre 1983).
- 4 août : Ali al-Sistani, ayatollah iranien.
- 5 août : Neil Armstrong, astronaute américain, premier homme à avoir marché sur la Lune († 25 août 2012).
- 6 août : Abbey Lincoln, chanteuse de jazz américaine († 14 août 2010).
- 9 août : Jacques Parizeau, premier ministre du Québec († 1er juin 2015).
- 11 août : William O'Neill, homme politique américain, Gouverneur du Connecticut de 1980 à 1991 († 24 novembre 2007).
- 15 août : Tom Mboya, politicien kényan († 5 juillet 1969).
- 16 août : Tony Trabert, joueur de tennis américain († 3 février 2021).
- 17 août : Simone Arnold Liebster, écrivaine  française.
- 21 août :
  - Princesse Margaret, Royaume-Uni († 9 février 2002).
  - Manolo Vázquez, matador espagnol († 14 août 2005).
- 23 août : Michel Rocard, homme politique français († 2 juillet 2016).
- 25 août : Sean Connery, acteur britannique († 31 octobre 2020).
- 30 août : 
  - Paul Poupard, cardinal français, président émérite du conseil pontifical pour la culture.
  - Warren Buffett, homme d'affaires et investisseur américain.

## Décès
- 21 août : Christopher Wood, peintre anglais (° 7 avril 1901).